# Tiro'ç Ier Bagratouni
Tiro'ç Ier Bagratouni (en arménien Տիրոց Ա Բագրատունի ; mort en 450 ou en 451) est un prince arménien du Ve siècle.

## Biographie
Fils probable de Smbat III Bagratouni, Tiro'ç Ier se retrouve nakharar de la maison Bagratouni, descendante des rois bibliques David et Salomon selon Constantin VII Porphyrogénète, à la mort de son père vers 420. Il est également aspet et thagadir, c'est-à-dire maître de cavalerie et pose-couronne des rois d'Arménie. Il serait mort en 450 ou en 451, durant une bataille contre les Perses.
Il a au moins un fils, Sahak II Bagratouni, marzban d'Arménie (mort en 482), mais la paternité n'est pas certaine.